# Wilhelm Petzsch

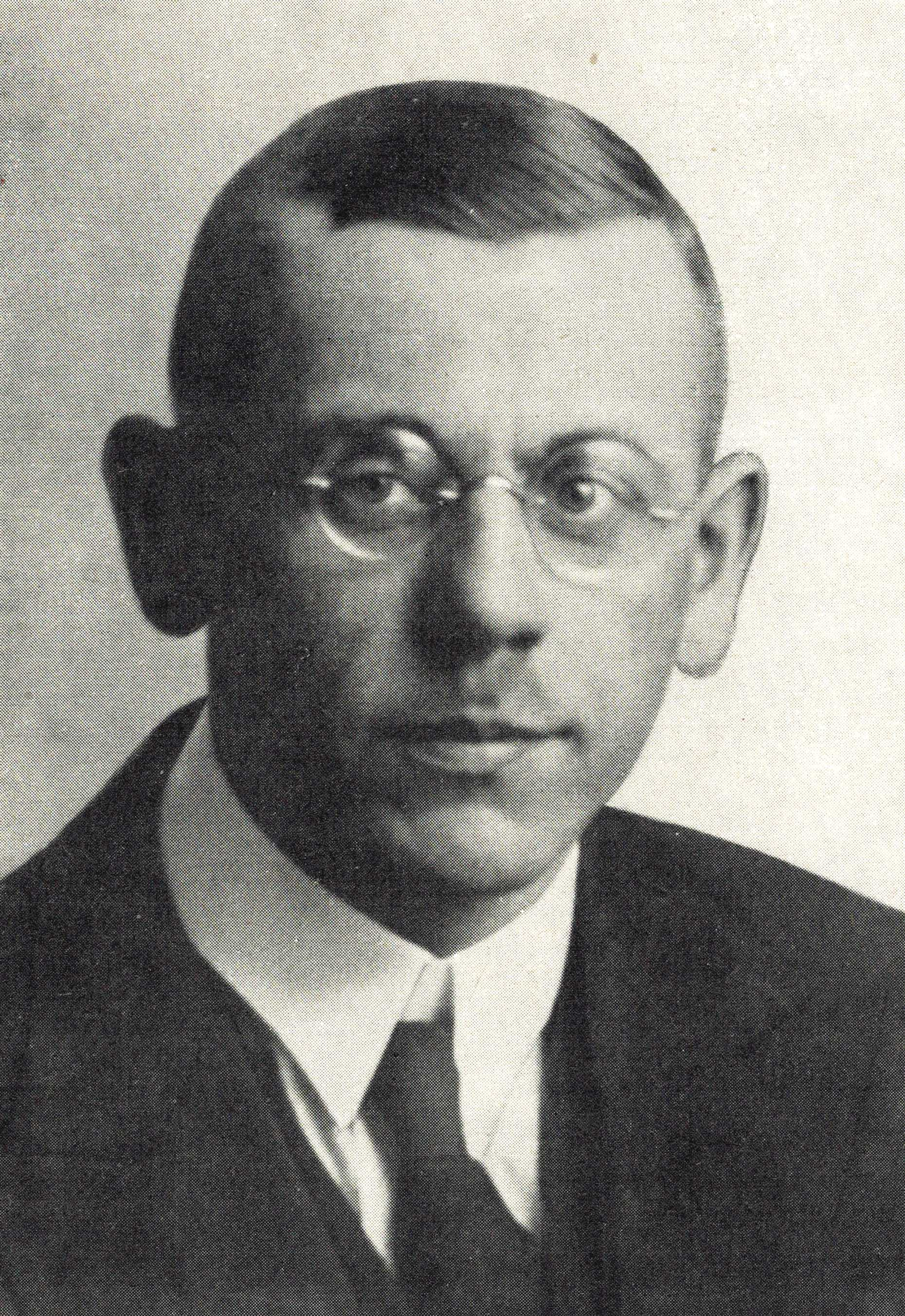
Wilhelm Petzsch

Wilhelm Paul Ludwig Petzsch (* 29. Dezember 1892 in Schivelbein; † 18. Juli 1938 in Greifswald) war ein deutscher Prähistoriker.

## Leben
Wilhelm Petzsch wurde als fünftes von elf Kindern einer Pastorenfamilie in Schivelbein geboren. Er litt schon als Kind an den Folgen einer schweren Krankheit, die ihn bis zum frühen Tod begleitete. Nach dem Gymnasium in Pyritz begann er 1917 das Studium in Greifswald. Während seines Studiums wurde er Mitglied beim Verein Deutscher Studenten Greifswald. 1918 heiratete er auf Rügen Maria geb. Triller. Mit ihr hatte er drei Kinder.
Petzsch wurde 1922 an der Universität Greifswald mit einer altphilologischen Arbeit zum Thema De M. Tulli Ciceronis orationum textus historia quaestiones selectae („Ausgewählte Fragen zur Textgeschichte von Ciceros Reden“) zum Dr. phil. promoviert und 1928 habilitiert.
Nach kurzen Tätigkeiten als Lehrer in Greifswald und Putbus wurde er 1923 Kreispfleger der Bodenaltertümer auf Rügen. Er war dann auch Grabungsmitarbeiter bei Carl Schuchhardt bei dessen Grabung auf dem Garzer Burgwall. Nebenberuflich war er in Stralsund als Kustus bei der Vorgeschichtsabteilung des dortigen Museums seit 1926 tätig. 1928 wurde er dann Lehrer am Gymnasium in Greifswald. Gleichzeitig war er stellvertretender Vertrauensmann für Bodenaltertümer Neuvorpommerns und Rügens. 1930 wurde er zum Studienrat befördert. Ab 1933 war er korrespondierendes Mitglied des Deutschen Archäologischen Instituts.
1935 wurde Wilhelm Petzsch Professor für Vorgeschichte an der Universität Greifswald, 1936 verbeamtet. 1937 trat er der NSDAP bei. Er publizierte unter anderem die Schriften aus dem Vorgeschichtlichen Seminar der Universität Greifswald und die Mitteilungen aus der Sammlung vaterländischer Altertümer der Universität Greifswald.
Während seiner gesamten Zeit als Bodendenkmalpfleger auf Rügen und Vorpommern nahm er an vielen Grabungen teil und schrieb viele Berichte und Artikel über die Grabungen. Seine Hauptgebiete waren die steinzeitlichen Forschungen in Lietzow, die Burgwallforschung, sowie Hünengräber und andere Bodendenkmale. Er war an allen wichtigen Grabungen in ganz Pommern oder an deren Aufbereitung und Aufarbeitung beteiligt.
Wilhelm Petzsch starb 1938 im Alter von 46 Jahren. Er hatte im Gegensatz zu vielen Fachleuten auf seinem Gebiet keine Widersacher, er war beliebt und in seinen Analysen unumstritten.

## Veröffentlichungen (Auswahl)
In seiner Gedächtnisschrift sind 98 seiner Veröffentlichungen aufgeführt.
- Rügens Hünengräber. Bergen auf Rügen, Krohß (1923). 2. Auflage 1925.
- Rügens Burgwälle und die slavische Kultur der Insel. Bergen auf Rügen, Krohß 1927.
- Die Steinzeit Rügens. Verlag Bamberg, Greifswald 1928. (= Habilitationsschrift)
- Die vorgeschichtlichen Münzfunde Pommerns. Verlag Bamberg, Greifswald 1931.
- Deutsche Ausgrabungen auf deutschem Boden. Karlsruhe, Moninger 1933.
- Ein Wikingerwaffenfund von Arkona. Verlag Bamberg, Greifswald 1935.
- Ausgrabungen auf dem Schloßberg von Gützkow. Verlag Bamberg, Greifswald 1935.
- Rügens Hünengräber und die ältesten Kulturen der Insel. Bergen auf Rügen, Krohss 1938. 3. völlig neubearb. Auflage.